# Alf Torp

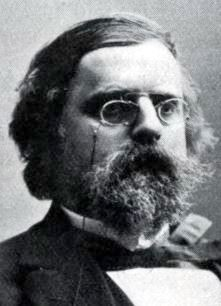
Alf Torp (1853–1916)

Alf Torp, född den 27 september 1853 i Bergen, död den 26 september 1916 i Kristiania, var en norsk språkforskare. 

## Biografi
Torp blev student 1871, filologisk kandidat 1877, professor i sanskrit och jämförande språkvetenskap 1894, allt vid Kristiania universitet. Han var lärjunge av Sophus Bugge och under ett uppehåll i Leipzig (1878-1880) av Georg Curtius och Ernst Windisch. Han tilldelades Fridtjof Nansens belønning for fremragende forskning 1903.
År 1881 förvärvade han doktorsgrad vid Leipzigs universitet med avhandlingen Die Flexion des Pali in ihrem Verhältniss zum Sanskrit. Av hans övriga tidigare språkvetenskapliga arbeten bör nämnas Beiträge zur Lehre von den geschlechtlosen Pronomen in den indogermanischen Sprachen (1888) och Den græske nominalflexion sammenlignende fremstillet i sine hovedtræk (1890). 
Från början av 1890-talet slog Torp i sin forskning in på nya banor. Väl under påverkan av Bugge, grep han sig nu energiskt an med lösningen av de många svåra problem, som knyter sig till tolkningen av de bevarade resterna av vissa italiska och mindre-asiatiska språk: messapiskan, venetiskan, frygiskan och lykiskan. 
De mest betydande av hans många hithörande skrifter är Lykische Beiträge (I-V, 1898-1901). Vid sin tolkning av de dunkla lykiska inskrifterna tillämpar Torp, i motsats till sin närmaste föregångare, Bugge, inte den etymologiska, utan den så kallade kombinatoriska metoden. Det vill säga att han söker tyda inskrifterna ur dem själva, inte med tillhjälp av ljudlikheter med något annat språk, som antas vara besläktat. 
Med denna metod vann Torp flera resultat: bland de viktigare kan nämnas fastställandet av, att ti är det lykiska relativpronominet, att ne och ni är negationspartiklar och att i det lykiska verbet former på -xi, och -gi som första person står vid sidan av former på -te och -de som tredje person. 
Torp gjorde inte till sin uppgift att besvara tvistefrågan, om lykiskan är ett indoeuropeiskt eller icke-indoeuropeiskt språk, men på grund av sina på kombinatorisk väg vunna resultat var han böjd att ansluta sig till deras mening, som sökte hävda språkets indoeuropeiska karaktär. 
Frågan kunde dock inte på hans tid anses slutgiltigt avgjord. Den skeptiska och avvaktande ställning, som Vilhelm Thomsen intog i sina Études lyciennes I, där han för övrigt skänker Torps arbete på ifrågavarande område det största erkännande, syntes väl motiverad. 
Från lykiskan övergick Torp i sin forskning till ett ännu gåtfullare språk: etruskiskan. Äfven här hade han Bugge till föregångare, men följde inte i dennes spår. Torp lämnade i åtskilliga arbeten, a vilka de omfångsrikaste är Etruskische Beiträge I-II (1902) och Etruscan Notes (1905), bidrag till tolkningen av en hel del etruskiska språkminnesmärken (mumiebindlarna i Agram, Cippus Perusinus, inskriften från Santa Maria di Capua och så vidare).
I i sammanhang därmed sökte han utreda frågor rörande den etruskiska nominal- och verbalböjningen, räkneordens numeriska valör och bildning m. m. Han publicerade också tillsammans med Gustav Herbig i "Sitzungsberichte der königlich Bayerischen akademie der wissenschaften" 1904 några nyfunna etruskiska inskrifter, av vilka särskilt sarkofaginskrifterna från Toscanella är av intresse. 
Vidare ägnade Torp den 1885 funna, mycket omskrivna förgrekiska inskriften från Lemnos ett ingående studium och gav efter Bugge, Deecke och Lattes en självständig tydning av dess dunkla text (Die vorgriechische inschrift von Lemnos, 1903). I likhet med föregående forskare fann han, att det språk, på vilket denna inskrift är avfattad, visar omisskännliga likheter med etruskiskan. 
På grundvalen av sin tolkning ansåg han sig kunna bestämma det som nära besläktat, men inte identiskt med den av oss kända etruskiskan. Dess bärare skulle ha varit de tyrrhener, som enligt Thukydides vittnesbörd fordom varit bofasta på Lemnos. Dessa tyrrhener skulle i den grå forntiden ha kommit över från Mindre Asien, och från dem skulle i ssnare tid de till Italien utvandrade tyrrhenerna (etruskerna) ha avsöndrat sig. 
Vid tolkningen av den lemniska inskriften och av de etruskiska språkminnesmärkena tillämpar Torp i anslutning till Carl Pauli samma kombinatoriska metod som vid tolkningen av de lykiska inskrifterna; dock synes han inte ha kunnat helt frigöra sig från inflytandet av den av Deecke och Bugge använda etymologiska metoden. 
Torp betraktade det som ett säkert resultat av den föregående etruskiska forskningen, att etruskiskan inte är ett indoeuropeiskt språk, men många etruskiska ord företer enligt hans tydning en märkvärdig likhet med indoeuropeiska. Såvitt Torp gav någon förklaring av detta, går den huvudsakligen ut på, att etruskerna stått i språkligt utbyte inte bara med romarna och deras stamfränder i Italien, utan också med något indoeuropeiskt folk i Mindre Asien. 
I sina omfattande språkkunskaper och sin stora erfarenhet som inskriftstolkare torde Torp ha haft bättre förutsättningar att föra den etruskiska forskningen framåt än de flesta. Om han det oaktat inte lyckades nå många säkra resultat, så beror det väl i främsta rummet därpå, att "den etruskiska gåtan" med de hjälpmedel, som då stod till buds, var i väsentlig mån olösbar. 
I detta sammanhang kan även nämnas, att Torp lämnade bidrag till tolkningen av de lydiska inskrifterna (enligt företalet i Enno Littmanns 1916 utkomna edition av dessa) och tidigare till den norske orientalisten J.A. Knudtzons arbete "Die zwei Arzawabriefe" (1902), vilka brev enligt Knudtzons av Torp och Bugge stödda mening skulle vara våra äldsta urkunder på indoeuropeiskt språk. 
Jämsides med det omfattande forskningasarbete, som Torp utförde på ovannämnda mera avlägsna gebit, utvecklade han också, mest under samarbete med Hjalmar Falk, en rik verksamhet som grammatiker och etymolog på de germanska, särskilt de nordiska språkens område. Torp och Falk i förening utgav 1898 Dansk-norskens lydhistorie med særligt hensyn paa orddannelse og bøining och 1900 Dansk-norskens syntax i historisk fremstilling, arbeten, som vann mycket erkännande. 
Torp delade också med Falk äran av att först ha åstadkommit en mot vetenskapens krav svarande fullständig etymologisk ordbok över ett nordiskt språk: Etymologisk ordbog över det norske og det danske sprog (1901-06; tysk översättning och bearbetning Norwegisch-dänisches etymologisches wörterbuch, 1910-11). Under de sista åren av sin levnad arbetade han på Nynorsk etymologisk ordbok, varav vid hans frånfälle större delen var färdigtryckt. Torps framstående begåvning särskilt för etymologin kommer också till synes i flera mindre uppsatser. 
För 4:e upplagan av Ficks Vergleichendes wörterbuch der indogermanischen sprachen omarbetade han, under medverkan av Falk, i grund den del, som omfattar Wortschatz der germanischen spracheinheit (1909). Vidare utgav han i förening med Marius Hægstad Gamalnorsk ordbok med nynorsk tyding (1905-09); i inledningen till detta arbete ger han en översikt över "gammalnorsk ordavleiding". 
I det hela påminner Torp som språkforskare i mångt och mycket om Bugge. Liksom denne lockades han framför allt av vanskliga uppgifter, och liksom denne utmärkte han sig för vittfamnande lärdom och genial kombinationsgåva, som väl ibland kunde råka på avvägar, men också ofta träffade det rätta. I rikedom på originella idéer och uppslag kunde han väl inte mäta sig med Bugge, men till gengäld var hans metod fastare och strängare. 
Torp var en varm vän av de klassiska studierna och ägde själv en djupgående klassisk bildning. Härom vittnar hans metriska översättning av Sofokles "Antigone" (1886) och de latinska originaldikter, som han utgav under titeln A. Turpilii poemata pauca (1896). På sin sextioårsdag 1913 hedrades Torp av vänner, kolleger och lärjungar med en festskrift. Han var medlem av Vetenskapssocieteten i Uppsala (1916) med flera vetenskapliga samfund.